# 치유마법의 잘못된 사용법 ~전장을 달리는 회복 요원~
치유마법의 잘못된 사용법 ~전장을 달리는 회복 요원~(治癒魔法の間違った使い方 ～戦場を駆ける回復要員～, The Wrong Way to Use Healing Magic)은 쿠로카타가 집필하고 KeG가 그림을 그린 일본의 라이트 노벨 시리즈이다. 2014년 3월부터 사용자 제작 소설 출판 사이트인 소설가가 되자에서 온라인 연재를 시작했다. 나중에 MF 북스 출판사로 2016년 3월부터 2020년 3월 사이에 12권을 출판한 미디어팩토리에 인수되었다. 구가야마 레키의 만화 각색은 2017년 4월부터 가도카와 쇼텐의 청년 만화 잡지 월간 콤프 에이스에 연재되었다. 단행본 14권으로 수집되었다. 라이트 노벨과 만화 모두 북미 지역에서 원피스 북스의 라이선스를 받았다. 속편 라이트 노벨 시리즈는 2023년 12월에 출판되기 시작했다. 스튜디오 애드와 신에이 애니메이션이 제작한 애니메이션 TV 시리즈는 2024년 1월부터 3월까지 방영되었다.

## 구성
우사토 켄은 평범한 고등학생이고, 동급생인 이누카미 스즈네와 류센 카즈키는 학교 학생회 회장 겸 부회장이다. 비 내리는 저녁, 그들은 마법진이 그들을 다른 세계로 데려갈 때 학교에서 집으로 걸어가고 있다. 링거 왕국에서 깨어난 로이드 왕은 2년 전 왕국을 공격한 뒤 격퇴하고 지금은 또 다른 공격을 준비하고 있는 마왕과 그의 군대로부터 왕국을 지키기 위해 영웅으로 소환됐다는 사실을 알려준다. 현재로서는 그들을 원래 세계로 되돌릴 수 있는 방법이 없다. 이누카미와 카즈키만 소환될 예정이었고 우사토는 우연히 데려온 것으로 밝혀졌다. 세 사람이 어떤 마법의 힘을 가지고 있는지 테스트했을 때 우사토는 극히 드물지만 다른 형태의 마법에 비해 약하고 거의 쓸모없는 것으로 간주되는 치유 마법을 사용할 수 있음을 발견한다. 이를 알게 된 왕국 구조대 대장 로즈는 그를 자신의 팀에 영입해 최전선에서 치료자로 훈련하기 시작하고, 이누카미와 카즈키는 전사로 훈련을 받는다. 전투의 날이 다가옴에 따라 우사토는 가능한 한 많은 사람을 구하고 치유 마법이 과소평가되어서는 안 된다는 것을 세상에 보여주는 것을 목표로 한다.